# Balder (cómic)
Balder es un personaje ficticio que aparece en los cómics estadounidenses publicados por Marvel Comics. El personaje se basa en la deidad Baldr de la mitología nórdica.

## Historial de publicaciones
Creado por el editor y trazador Stan Lee y el dibujante Jack Kirby, Balder aparece por primera vez en Journey into Mystery # 85 (octubre de 1962).

## Biografía ficticia del personaje
Uno de los dioses nórdicos de Asgard, Balder es el medio hermano del Dios del Trueno Thor, compañero de los Tres Guerreros y un fiel seguidor e hijo de Odín, gobernante de los dioses.
Balder ha ayudado a Thor contra muchos de sus enemigos, como Skagg el Gigante Tormenta y el demonio de fuego Surtur cuando advirtió a Thor que Loki los liberaría, quien planeó que mataran a Odín después de que Heimdall, el hermano adoptivo de Thor, Loki, Verdugo y Encantadora, los Tres Encantadores, el Demoledor, y Mangog. Balder también es brevemente nombrado gobernante de Asgard durante la búsqueda de Thor para encontrar a un Odín desaparecido.
Balder es amado por la mayoría de los que lo conocen. Cuando se les amenazó con la ejecución por ignorar el llamado de la batalla por el bien de un pájaro caído, sus hombres le suplicaron a Odín que les quitara la vida a una de ellas.
Al igual que la versión mitológica, la versión Marvel de Balder es el catalizador que desencadenará a Ragnarök y acabará con Asgard. Para evitar esto, Odín lanzó hechizos para mantener invulnerable a Balder. Esto casi sucede cuando Loki hizo que el dios ciego Hoder matara accidentalmente a Balder con una flecha de muérdago, pero es evitado por la planificación de Odín, quien crea un escudo alrededor de la pira de Balder, y luego devuelve a Balder a la vida cuando los asgardianos, después de ser muertos en la batalla con los Celestiales, fueron devueltos a la vida por Thor usando porciones de energía donadas por otros Dioses. En la segunda ocasión, sin embargo, Balder está traumatizado por la experiencia al ver las almas de todos los que había matado en la batalla y renuncia a matar. Más tarde se revela que para escapar de Hel, Balder fue obligado por Hela a matar a todas esas "decenas de miles" que había matado previamente en la batalla nuevamente, en una confrontación épica que duró tanto tiempo que el cabello de Balder se volvió blanco cuando finalmente salió victorioso. Volstagg de los Tres Guerreros se encarga de convertirse en el gran amigo de Balder en un intento de sacarlo de su larga depresión. Mientras Balder atesora la amistad, los esfuerzos de Volstagg hacen poco por animarlo. Balder también tiene una relación de amor y odio con Karnilla, la Reina de las Nornas, que ha ayudado a Loki y Asgard en ocasiones; en una ocasión Karnilla obliga a Balder a renunciar a Odín y servirla, mientras que en otra se une a Asgard contra Surtur a petición de Balder. Sus emociones se despiertan durante la profunda depresión de Balder cuando siente que Loki ha arruinado a un miembro único de los asgardianos. La lujuria de Karnilla por Balder causa inadvertidamente la muerte del amor de Balder, Nanna, un acto que Balder nunca ha olvidado.
Balder luego acepta la parte guerrera de sí mismo y pasa a salvar a la gente de Karnilla del hechizo de un gigante rebelde. Balder y todos los demás asgardianos (con la excepción de Thor) finalmente mueren durante el Ragnarok final, aunque más tarde se lo encuentra habitando la armadura del Destructor.
Loki revela que Balder es el hijo de Odín y Frigga, y el medio hermano de Thor, lo que significa que luego se convierte en Príncipe de Asgard. Cuando Thor se ve obligado a matar a su abuelo renacido Bor, Loki obliga a Balder, ahora un príncipe real, a exiliar al Dios del Trueno. Balder luego asume el trono de Asgard. Cuando Loki hace que los asgardianos se trasladen a Latveria, se le muestra en un banquete organizado por el Doctor Doom. Balder incluso preguntó que, dado que los asgardianos ahora están en Latveria, ¿por qué no podían invitar a Thor también? Loki calmó a Balder para evitar que el Doctor Doom reaccionara al comentario. Balder conoce al dueño de un restaurante llamado Bill (quien se enamoró de Kelda y la siguió a Latveria) y le da una capa para que se mantenga abrigado. Balder más tarde es testigo del asalto de Bill por parte de los secuaces de Loki, después de que Bill descubrió la naturaleza malvada del plan de Loki con el Doctor Doom. Después de defenderse, Bill muere en los brazos de Balder y Balder le dice a Kelda que la ama y le cuenta a Balder sobre la trama de Loki. Balder y los otros asgardianos toman represalias incluso después de que el Doctor Doom mata a Kelda. Balder y los otros asgardianos se ven obligados a luchar contra Endrik (que ha sido modificado con implantes tecnológicos) y muchos otros asgardianos mutilados. Balder y los otros asgardianos continuaron su lucha con los mutilados asgardianos mientras Thor luchaba contra el Doctor Doom. Balder mata a los asgardianos mutilados para llegar al corazón de Kelda. Después de que Loki devuelve a Kelda a la vida y Thor derrota la armadura Destroyer del Doctor Doom, Balder lleva a los asgardianos de regreso a Broxton, Oklahoma. De vuelta en Asgard, Balder está preocupado por su estupidez al permitir que sucediera lo que sucedió en Latveria. Loki le asegura que es un buen rey.
Durante la historia de Siege, Loki advierte a Balder que Norman Osborn está reuniendo un ejército para invadir Asgard luego del incidente con Volstagg y los U-Foes en Soldier Field. Balder es informado más tarde sobre la situación con Volstagg por Hogun y Fandral. Cuando el Capitán América llega con los Nuevos Vengadores y los Guerreros Secretos, Balder se complace por el hecho de que los aliados de Thor se hayan unido a la batalla. Balder sigue siendo el rey de Asgard después del fallido asedio, pero siente una gran culpa, creyendo que su gobierno no ha llevado a nada más que a la ruina, pero Thor lo persuade para que siga siendo monarca y lo acepte como su nuevo asesor principal.
Balder asiste al Consejo de Dioses convocado para contrarrestar la inminente amenaza universal del Rey del Caos y su inminente Guerra del Caos, para decidir qué dechado mortal elegirían para combatir a Mikaboshi. Vali Halfling aparece más tarde ante el Consejo y los desafía a refutar su propia impotencia deteniéndolo antes de que él mismo alcanzara la divinidad, y Balder le dice a Anansi que Halfling era el hijo de Loki y desterrado a Midgard hace mucho tiempo. Cuando la Guerra del Caos por fin se acerca a la Tierra, el Consejo convoca a Hércules, Amadeus Cho y Delphyne Gorgon delante de ellos y diles que se inclinen ante su autoridad; a cambio, el recientemente restaurado y empoderado Hércules lucha y supera fácilmente a la mayoría de ellos, incluido el propio Balder con un solo golpe alimentado por la rabia.
Después de que el Inframundo es derrocado por Mikaboshi, y Hela y Plutón son abrumados por sus devastadoras fuerzas, Balder pide al Consejo que luche junto a él contra el Rey del Caos, solo para que la diosa japonesa del sol Amaterasu selle la sala del trono del Eje Celestial. este último afirmando que si iba ahora, Mikaboshi podría rastrearlo hasta el Eje y posteriormente invadir todos sus reinos, pero prometiendo que ayudarían a Hércules y Thor en su "propio tiempo". Sin embargo, Mikaboshi irrumpe en el Eje Celestial después de que Hércules atravesara el velo que lo protegía, y lanza un asalto a todos los panteones de la Tierra, aparentemente diezmándolos a todos con brutal facilidad y matando a muchas de las deidades, aunque Balder es uno de los sobrevivientes y más tarde. se encuentra con Hércules.

## Poderes y habilidades
Se dice que Balder es el más rápido y ágil de todos los guerreros Asgardianos, con su velocidad rivalizada solo por Hermod. Thor una vez nota que Balder es capaz de moverse a la "velocidad de la luz" y se da cuenta de que Balder es demasiado rápido para darle un golpe y debe usar su rayo para desarmarlo (y romper el hechizo que tres brujas trol habían lanzado sobre él). Balder posee una fuerza sobrehumana superior al varón asgardiano promedio y como todos los asgardianos, resistencia sobrehumana y longevidad (a través de las manzanas de oro de Idunn). Él es inmune a todas las enfermedades terrestres y tiene cierta resistencia a la magia. Cortesía de un hechizo lanzado por su madre y la diosa asgardiana Frigga para tratar de evitar a Ragnarök, Balder es casi totalmente invulnerable mientras está dentro de la dimensión asgardiana, incapaz de sufrir daño de prácticamente cualquier ser vivo o no viviente. Cualquier proyectil arrojado en Balder que sea capaz de matar o herir a un asgardiano se desvía mágicamente de su camino antes de que pueda golpearlo; sin embargo, puede ser herido o muerto por armas hechas de madera de muérdago, o si él mismo quiere ser vulnerable. Balder también podría morir en la dimensión asgardiana a través de medios que no involucran armamento: por ejemplo, podría morir de hambre o ser asfixiado; presumiblemente también puede ser dañado por el poder de Odin, y posiblemente por hechizos y energías mágicas utilizadas por otros. No se sabe si Balder también se vuelve vulnerable cuando se encuentra en dimensiones distintas a las de Asgard y la Tierra.
Siendo el dios de Asgard de la luz, después de un período de entrenamiento intenso, Balder también puede generar luz intensa y el calor lo suficientemente fuerte como para derretir toda la fortaleza de Utgardloki y reducir él y su compañero de Gigantes de Hielo hasta diminuto tamaño, una la habilidad que se ha demostrado retener incluso en Midgard incluso después de muchos meses, como se muestra en los eventos de Siege, aunque posiblemente con la ayuda de su espada encantada, puede comunicarse con animales y también ha demostrado talentos mágicos menores en raras ocasiones, como protegerse de la vista de un mortal mientras volaba hacia la Tierra en el corcel de Odín en un caso, sintiendo que Thor estaba en peligro en la Tierra mientras estaba en Asgard, o teletransportarse a sí mismo y a Sif (sin el uso de la espada encantada de este último) a la Tierra desde Asgard en otro. Sin embargo, aunque Balder puede proyectar cierto grado de energía, a diferencia de la mayoría de sus hermanos, su capacidad para hacerlo es mucho menor que la de los otros dioses de la luz en otros panteones (es decir, Apolo, que puede controlar al menos el doble la cantidad de energía como Balder). También es un maestro de armas altamente habilidoso (empuñando la espada encantada de Frey, capaz de luchar por sí mismo) con milenios de amplia experiencia y entrenamiento, y es un hábil táctico y maestro jinete, al haber sido confiado con varios especiales misiones de Odín.
Balder se convierte en miembro del Consejo de Dioses de la Tierra después del destierro de Thor.

## Otras versiones

### Earth X
En Earth X, los asgardianos eran en realidad los extraterrestres que fueron manipulados por los Celestiales en la creencia de que eran los dioses de la mitología nórdica. Cuando la mentira se reveló, "Balder" y otros asgardianos brevemente vuelven a tomar forma extraña, pero más tarde regresaron a sus formas asgardianas. Thor y Loki conspiró para derrocar a Odín a través del legendario Ragnarok, que predijo que Balder caería en la batalla contra la Serpiente de Midgard. Sin embargo, Odín frustró su plan y mantuvo vivo a Balder.

### Marvel Zombies
En Marvel Zombies, Balder es uno de los muchos héroes que asisten a la conferencia de Nick Fury sobre la manera de hacer frente a la peste de zombis.

### MC2
Una versión más vieja de Balder existía en MC2 y dio su vida para proteger a Thor en su batalla contra Galactus.

### Ultimate Marvel
Balder aparece por primera vez en Ultimate Marvel en el Universo Ultimate Thor número 2. Balder Odinson es uno de los tres hijos de Odín, quien ayudó a terminar la guerra entre Asgard y Jotunheim con la ayuda de sus hermanos Loki y Thor. De los tres, Balder era el mejor luchador y también era el Ojo de Odin que todo lo ve. Fue asesinado por Loki cuando trató de evitar que su hermano robara las Piedras Norn fuera de la Cámara de Odín. Más tarde fue resucitado en forma humana por Odín. Como ser humano, Balder vive bajo el nombre de Donald Blake, y luego se lo ve ayudando a Thor en la Iniciativa de Defensa Europea, convenciendo a los científicos de que las afirmaciones de Thor de ser un Dios son genuinas. Convence a Thor para que adopte la tecnología que simula sus poderes divinos y la utilice para cumplir su papel de héroe. Más tarde es asesinado en Ultimate Comics: Ultimates, junto con la mayoría de los demás asgardianos.

## En otros medios

### Televisión
- Balder aparece en el segmento, El Poderoso Thor de The Marvel Super Heroes, con la voz de Chris Wiggins.
- Balder hizo un cameo en Spider-Man and His Amazing Friends episodio "¡La Venganza de Loki!".
- Balder aparece en The Avengers: Earth's Mightiest Heroes episodios "Thor el Poderoso" y "El Escape Parte Una", con la voz de Nolan North.[54]
- Balder aparece en El escuadrón de superhéroes episodio "He aquí, como el Poderoso ha abdicado", con la voz de Travis Willingham.
- Balder aparece en la serie animada M.O.D.O.K., episodio "Tales from the Great Bar-Mitzvah War!".

### Películas
- Balder hace una aparición en la película animada directa a video Hulk vs. Thor con la voz de Michael Adamthwaite.[55]

### Videojuegos
- Balder aparece en el videojuego Marvel: Ultimate Alliance con la voz de Dave Wittenberg. Se le considera vital en la organización de un esfuerzo de la guerra que tanto necesita.

### Juguetes
- Balder es la figura 153a en The Classic Marvel Figurine Collection.